# Književnost u 1876.
◄◄ | ◄ | 1873. | 1874. | 1875. | 1876.  | 1877. | 1878. | 1879. | ► | ►►
Arhitektura • Astronomija • Biologija • Film • Fotografija • Glazba • Kazalište • Kemija • Kiparstvo • Knjige • Književnost • Kršćanstvo • Meteorologija • Medicina • Planinarstvo • Politika • Pravo • Promet • Slikarstvo • Šport • Znanost • Željeznički promet
Književnost u 1876.

## Svijet

### Književna djela
- Pustolovine Toma Sawyera Marka Twaina

### Rođenja
- 10. svibnja – Ivan Cankar, slovenski književnik († 1918.)

## Hrvatska i u Hrvata

### Književna djela
- Čuvaj se senjske ruke Augusta Šenoe

### Rođenja
- 19. siječnja – Milan Begović, hrvatski književnik, kazališni djelatnik i prevoditelj († 1948.)

## Vanjske poveznice
|  | Zajednički poslužitelj ima još gradiva o temi Književnost u 1876. |